# Eilema luteomarginata
Eilema luteomarginata là một loài bướm đêm thuộc phân họ Arctiinae, họ Erebidae.